# Goo (langue)
Pour les articles homonymes, voir Goo.
Le goo est une langue nigéro-congolaise de la famille des langues mandées, parlée en Côte d’Ivoire. Elle est proche du tura et du dan.

## Écriture
Une orthographe goo a été développée par Valentin Vydrin et Roger Goh Duané, et a été utilisé avec quelques modifications dans les ouvrages d’Ekaterina Aplonova.
| a | ʌ | b | bh | d | e | ɛ | g | gb | gw | i | ɩ | j | k | kp | kw | l | n | ŋ | o | ɔ | ɤ | p | s | t | u | ʋ | v | w | y | z |

Le ton est indiqué à l’aide de signes diacritiques sur la voyelle ou la consonne nasale :
- ton extra-haut : ‹ á ʌ́ é ɛ́ í ɩ́ ó ɔ́ ɤ́ ú ʋ́ ń ŋ́ › ;
- ton haut : ‹ â ʌ̂ ê ɛ̂ î ɩ̂ ô ɔ̂ ɤ̂ û ʋ̂ n̂ ŋ̂ › ;
- ton bas : sans diacritique ;
- ton extra-bas : ‹ à ʌ̀ è ɛ̀ ì ɩ̀ ò ɔ̀ ɤ̀ ù ʋ̀ ǹ ŋ̀ ›.